# E-Moderation
Unter E-Moderation, auch Online-Moderation, wird im Allgemeinen die Betreuung und Begleitung von Lernenden sowie von Arbeitsgruppen im Netz verstanden. Wesentlich dabei ist, dass der Begriff E-Moderation methodisch-didaktische und technische Aspekte gleichermaßen betont: „Moderation“ bedeutet eine Methode zur Steuerung der Kommunikation in Arbeitsgruppen, wobei die Gruppe kooperativ und gemeinschaftlich zu einem bestimmten Ziel oder Ergebnis geführt werden soll. Ergänzend zu geläufigen Gesprächsstrukturen, in denen ein Moderator einen Dialog lenkt und beeinflusst, soll die Moderation die motivierte, aktive Mitarbeit aller Beteiligten fördern. Das Ziel ist ein für alle nachvollziehbares, gemeinsam entwickeltes Ergebnis. Das „Online-“ oder „E-“ hingegen weist auf die technische Unterstützung durch Online- oder elektronische Medien hin und hebt auf ein spezifisches didaktisches Szenario ab, nämlich Diskussion, Austausch oder Zusammenarbeit auf Basis von Computernetzwerktechnik, heute vornehmlich auf Basis des Internet mit seinen andockenden lokalen Netzwerken.

## Moderations- und Betreuungsstrategien
Betrachtet man nun die konkreten Aktivitäten von E-Moderatoren im Netz, dann wird deutlich, dass diese – über das Wissen um Planung, Vorbereitung und Durchführung von Lehrveranstaltungen hinaus – vor allem über gegenüber herkömmlicher Moderation veränderten Moderations- und Betreuungsstrategien nachdenken müssen.
Das Überdenken der Moderations- und Betreuungsstrategien wird insbesondere bei E-Learning-Szenarien erforderlich, die Diskurs, Austausch, Zusammenarbeit und Diskussion im Fokus haben. Bei E-Learning-Szenarien, die eher auf das selbstorganisierte Lernen mit multimedial aufbereiteten Inhalten abheben (z. B. WBT/CBT), spielt die Moderation und Betreuung eine untergeordnete Rolle. Das geht so weit, dass eine Moderation oder eine Betreuung durch einen menschlichen Tutor nicht vorgesehen, sondern stattdessen im Lernprogramm implementiert sein kann. Das bedeutet also, dass E-Moderation nur dann zum Einsatz kommt, wenn virtuelle Kommunikation und/oder Kooperation vorgesehen sind.

## Rollenmodelle der E-Moderatoren
In der aktuellen Forschung zum Thema E-Moderation finden sich verschiedene Herangehensweisen und Modelle, die versuchen die Bandbreite an typischen Aufgaben und Funktionen eines E-Moderators zu beschreiben. Zane Berge hat beispielsweise bereits 1995 typische Rollen und Funktionen der E-Moderation definiert, die von einer Reihe von weiteren Autoren (z. B. Teles et al., 2001; Liu et al., 2005; Morris et al., 2005, Hinze & Blakowski, 2002; Bett & Gaiser, 2004, Friedrich et al., 2004) aufgegriffen und weiterentwickelt wurden. Zane Berge geht davon aus, dass ein E-Moderator vier Rollen wahrzunehmen hat: Pedagogical, Social, Mangerial and Technical Role. Im Folgenden sollen ein Rollenmodell, das auf der Arbeit von Zane Berge aufbaut, etwas genauer betrachtet werden, und zwar das Beispiel von Bett & Gaiser (2004):

### Rollenmodell nach Bett und Gaiser
Bett & Gaiser (2004) haben in ihrem Online-Artikel eine andere Aufteilung verfolgt, sie gehen von ebenfalls vier Rollen aus, unterteilen diese aber anders als Berge (1995) sowie Hinze & Blakowski (2002). Ihre vier Rollen beschreiben sie in Anlehnung an Hron, Hesse & Friedrich (2003) durch folgende Tätigkeiten:
(1) Organisatorisch-administrative Rolle: Agenda, Ziele und Zeitpläne festlegen, Lern-, Arbeitsgruppen bilden, alle Teilnehmende „zu Wort kommen“ lassen, Formen der Meta-Kommunikation planen, regelmäßige Statusreports erstellen, FAQ, allgemeine Informationen einstellen.
(2) Motivational-emotionale Rolle: soziale Aspekte stärken, z. B. durch Vorstellungsrunden, Photos einstellen, Teilnehmende zur aktiven Teilnahme auffordern, die Verantwortungsübernahme für den Lernprozess durch die Teilnehmenden selbst fördern, auf die Wortwahl und Stimmung in der Gruppe achten, z. B. Flaming nicht zulassen.
(3) Inhaltliche Rolle: Sicherstellen, dass Kursmaterialien und -inhalte den Lernzielen und der Lerngruppe gerecht werden, die Kursmaterialien aktuell halten, inhaltliche Auseinandersetzung mit dem Thema initiieren, verschiedene Ansichten einbringen oder provozieren, vermittelnde einbeziehende Kommentare schreiben, regelmäßig Zusammenfassungen einstellen.
(4) Didaktische-vermittelnde Rolle: Themenbereich sinnvoll strukturieren, gemäß den Lernzielen, die Diskussion eröffnen, z. B. Fragen stellen, Hypothesen formulieren, Verständnisfragen stellen, Lernaufgaben formulieren, Lernhilfen geben, Methoden (z. B. Brainstorming) einsetzen.
Bett & Gaiser (2004) stellen zudem fest, dass diese Rollen je nach Lehrszenario, Fortschritt der Lehrveranstaltung oder der Voraussetzungen der Lernenden unterschiedlich gewichtet werden können. Beispielsweise ist zu Beginn einer Lehrveranstaltung die organisatorische Rolle wichtiger als zu Ende einer Veranstaltung. Außerdem ist davon auszugehen, dass die Bandbreite an Betreuungs- und Moderationsaufgaben für E-Moderatoren sehr umfangreich werden können. Daher schlagen Bett & Gaiser (2004) ebenso Kerres et al. (2005) vor, dass die verschiedenen Rollen auf ein Moderationsteam verteilt werden können, z. B. auf einen Gruppentutor, der insbesondere die soziale und motivationale Rolle innehat und einen Fachtutor, der primär inhaltliches Feedback gibt.

## Abrufenkönnen von Kompetenzen als Anforderung an Moderatoren
Aus den verschiedenen Ansätzen der E-Moderation wird deutlich, dass E-Moderatoren über bestimmte Kompetenzen und Fähigkeiten verfügen müssen, damit sie entsprechenden Anforderungen gerecht werden können. Ein wichtiges Stichwort ist dabei die Medienkompetenz von Moderatoren im Netz, was an dieser Stelle hier aber nicht weiter vertieft werden kann und soll (Beiträge zu diesem Thema gibt es hier: Bett, Wedekind & Zentel 2004).